# Karel De Flou
Karel de Flou (Bruges, 9 de juliol 1853 - Bruges, 27 de juny de 1931) era un lingüista i filòleg belga, de parla neerlandesa, especialitzat en toponímia.

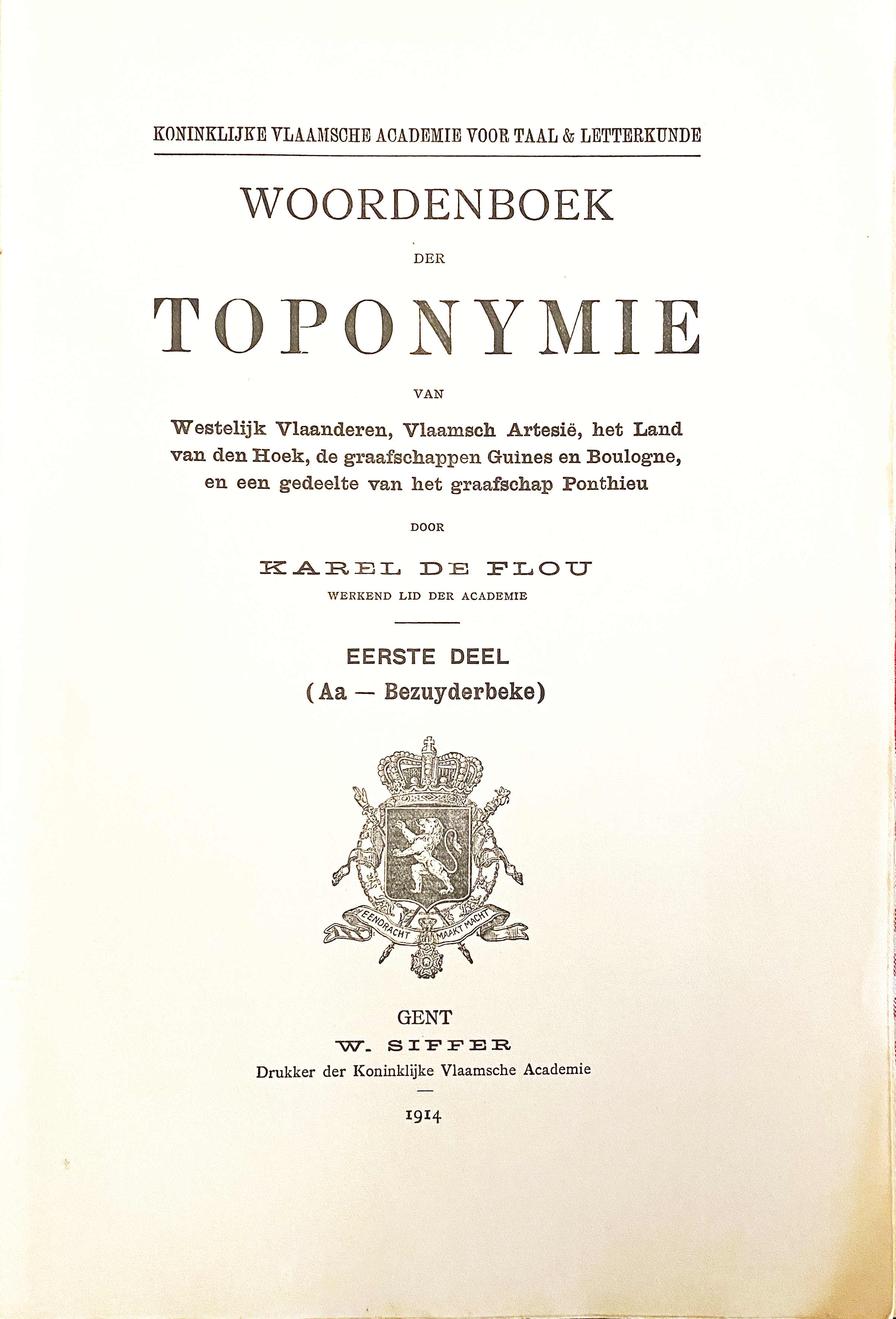
Portada del volum primer del Woordenboek der Toponymie («Diccionari de Toponímia»)

La seva obra mestra és un diccionari toponímic de l'oest del comtat de Flandes, incloent-hi les zones on el neerlandès a llarg de la història va ser substituït pel francès. Mutatis mutandis aquesta obra extensiva sobre l'oest de Flandes, escrit en una època on es cercava a tornar el prestigi a la llengua neerlandesa a Bèlgica, es pot comparar amb l'Onomasticon Cataloniae de Joan Coromines (1905-1997).
Era el fill d'un vidrier-enquadrador i venedor d'estampes. Va deixar l'escola als tretze anys quan son pare va morir. Per raons econòmiques va haver de començar a treballar com a auxiliar a l'administració de la diputació de la província de Flandes Occidental.
Des dels tretze anys, De Flou es va formar com a autodidacte en les llengües germàniques i es va dedicar a l'estudi de la llengua i la història. Tot i fer uns estudis històrics, la lingüística i la toponímia va esdevenir la seva gran dèria. En una primera obra va tractar els noms dels carrers de la ciutat de Bruges. A partir de 1879 va començar a recollir els topònims, una recerca de dècades que culminaria en el seu monumental diccionari que descriu totes les topònims de la zona entra l'Escalda i el Somme, una part de l'històric comtat de Flandes.
El 1882 es va casar amb Eulalie Verbrugghe.
Tot i que l'escriptor i lingüista Guido Gezelle (1830-1899) era client a la botiga de son pare, no hi ha constància que es van conèixer realment en aquesta època. La botiga familiar es va liquidar després de la mort del pare el 1866. En compartir l'interés per a la lingüística en general i el flamenc occidental en particular es van trobar dos decennis més tard, devers 1885 i es va desenvolupar una intensa correspondència entre els dos autors.
Després de jubilar-se el 1920, va continuar el seu magnum opus, malgrat que anava perdent l'acuitat visual. Tot i això, no va poder viure imprés tot el seu diccionari dels topònims quan va morir el 27 de juny de 1931. Jos De Smet (1898-1972), arxiver de l'estat belga a Bruges de 1926 a 1962, va continuar l'edició des del volum xii a partir de la documentació col·leccionada per de Flou.

## Obres
- Geschiedenis der Kerels van Vlaanderen («Història dels kerels de Flandes», 1877)
- Schets der Nederlandsche Taal en der Taalstudie in de Nederlanden, («Esbos de la llengua neerlandes i de la lingüística als Països Baixos» 1883-84)
- Cartularium van kerk en armendisch van Sint-Michiels («Cartulari de l'església i de la taula dels pobres de Sint-Michiels» 1895)
- Promenades dans Bruges (1899)
- Guido Gezelle, een levensbericht («Guido Gezelle, una biografia» 1901).
- Woordenboek der Toponymie van Westelijk Vlaanderen, Vlaamsch Artesië, het Land van den Hoek, de graafschappen Guines en Boulogne en een gedeelte van het graafschap Ponthieu, («Diccionari de la toponíma de l'oest de Flandes, l'Artèsia flamenc, el País de l'Angle, els comtats de Guines, Boulogne i una part del comtat de Ponthieu» 1914-1938, 18 volums.
- Over bronnen voor Toponymie. Inleiding tot de studie van de Vlaamsche plaatsnamen, («Sobre les fonts de la toponímia. Introducció a l'estudi dels toponims flamencs» 1929)

## Reconeixement
- El 1928 va ser promogut doctor honoris causa de la Universitat de Lovaina[6]
- La ciutat de Bruges li va dedicar el carrer Karel de Floustraat